# Животът на Брайън
„Животът на Брайън“ (на английски: Life of Brian) е комедия от 1979, написан и игран от комедийния актьорски екип Монти Пайтън. Във филма се разказва историята на Брайън Коен (игран от Греъм Чапман), млад мъж, роден през същата нощ и на същата улица като Иисус Христос.
Филмът е скандален поради смесицата му от комедийни и религиозни теми. Въпреки това, филмът е много популярен сред зрителите: през 2000 г. читателите на списание 'Total Film' го избират за най-велика комедия през 2004 г., същото списание го провъзгласява за 5-и най-велик британски филм; през 2006 г. е избран за най-велика комедия на две отделни гласувания, проведени от британските телевизионни канали Channel 4 и Five; а в класацията на Internet Movie Database филмът е постоянно сред най-добрите 150 филма на всички времена.

## Резюме
Внимание:  Текстът по-долу разкрива сюжета на произведението (или части от него)!
Брайън (Греъм Чапман) се ражда в една конюшна в съседство на тази, в която се ражда Иисус (факт, който първоначално обърква тримата мъдреци, които са дошли да благословят бебето Иисус, тъй като трябва да търпят грубата майка на Брайън – Манди, в ролята на която е Тери Джоунс, преди да осъзнаят грешката си). Брайън пораства и става идеалистичен млад мъж, който ненавижда продължаващата римска окупация на Юдея. След една проповед на Иисус той се влюбва в атрактивната млада бунтовничка Юдит (Су Джоунс-Дейвис). Страстта му за Юдит и омразата му към римляните го подтикват да се присъедини към Народния Фронт на Юдея, една от много постоянно каращи се сепаратистки групировки със сходни имена (като Юдейския Народен Фронт). Първата му задача като бунтовник е да се опита да напише („Romanes eunt domus“) на стената на правителствения дворец. В това си начинание той успява, надминавайки очакванията си с повече, отколкото би могъл да си представи, след като е хванат от минаващ римски войник, който от погнуса от грешната латинска граматика на Брайън го кара да напише 'коригираното' съобщение („Romani ite domum“, което може да се преведе като 'Римляни вървете си вкъщи') сто пъти.
Поредица от съвпадения, започваща с провалила се атака на двореца и завършваща с безсмислени глупости, които Брайън издекламирва в опит да се измъкне от римските войници, води до това, че малка армия от хора започва да нарича Брайън Месията. Въпреки опитите си да убеди хората, че той не е Месия и че трябва да се държат като индивиди, а не да разчитат на авторитетни личности (съвет, който само папагалски бива повторен), той бива арестуван, осъден на смърт, разпнат и изоставен от всеки, който би могъл да му помогне. Все пак, докато вървят надписите в края на филма, го убеждават да 'гледа от веселата страна на нещата'.

## Актьори и роли
Следният списък съдържа всички герои, които имат имена в сценария или имат реплики. Всеки Пайтън (особено Тери Гилиъм) също играят ролите на множество хора от тълпата. Самите Пайтъни са първи в списъка (в азбучен ред) следвани от останалите актьори в реда, в който се появяват във филма.
- Греъм Чапман – Брайън, Голямус Курус, 1-ви пророк
- Джон Клийз – Редж, Еврейски представител на замерването с камъни, Дворцов центурион, Смъртоносния Дирк, Артур, 3-ти пророк
- Тери Гилиъм – човек по-напред (на разпятието), пророкът с кръвта и светкавиците, Джефри, Пазач в затвора
- Ерик Айдъл – Г-н Нахален, Стен наречен Лорета, Хари пазарящия се, Жена, която хвърля първия камък, Особено скучна младеж, Ото, помощник на пазача в затвора, Г-н Фризби III
- Тери Джоунс – Манди, Колин, Симон светецът, Боб Хоскинс, Свят минувач
- Майкъл Палин – Г-н Голям нос, Франсис, Г-жа А, Бивш прокажен, Бен, Пилат Понтийски, Спучен пророк, Еди, Нисус Ветус, 2-ри пророк
- Кен Коли – Иисус Христос
- Гуен Тейлър – Г-жа Голям Нос, Жена с болно магаре, младо момиче
- Терънс Бейлър – Грегори, Денис
- Карол Клийвланд – Г-жа Грегори, Елзи
- Чарлз МакКиоун – Мъж по-напред (на разпятието), Стиг, Сляп мъж
- Сю Джоунс-Давис – Юдит Искариот
- Джон Йънг – Матей
- Бернард МакКена – Помощник при замерването с камъни, Helper, Парвус
- Спайк Мълиган – Спайк
- Джордж Харисън – Г-н Пападопулус

Много от героите не са назовани по име във филма, но си имат имена, използвани в саундтрака на филма и другаде. Във филма не се споменава, че вечно веселия герой шегаджия на Ерик Айдъл се казва ‘Г-н Нахален’, или че особено добронамерения римски пазач, игран от Майкъл Палин се казва ‘Нисус Ветус’.

## Теми и противоречия

### Религиозна сатира и обвинения в богохулство
На филма се гледа като на критика на прекомерната религиозност, религиозна сатира изобразяваща организираната и обществена религия като лицемерна и фанатична. Осмиването на немислещата природа на религиозната отдаденост е обобщена в опита на Брайън да убеди една огромна тълпа свои последователи да мислят самостоятелно;
Брайън: Вижте, всичко сте разбрали грешно! Не ви ТРЯБВА да следвате МЕН, не ви ТРЯБВА да следвате НИКОГО! Трябва да мислите сами за себе си! Вие всички сте индивиди!
Тълпата (в унисон): Да! Ние всички сме индивиди!
Брайън: Вие всички сте различни!
Тълпата (в унисон): Да, ние всички СМЕ различни!
Мъж от тълпата: Аз не съм...
Тълпата: Шшшш!
Филмът също намеква, че много тайнствени „знаци“ от Иисус Христос са били просто странни съвпадения, които хората са интерпретирали като религиозни (както, когато Брайън губи обувка и най-ревностните му последователи го обявяват за знак).

### Политическа сатира
Филмът също се подиграва и с революционни групировки бунтуващи се срещу римската окупация на Юдея, които по-скоро са скарани едни с други и се опитват да се надминат по харизма и низост и наричат едни-други „отцепници“ – примерите включват „Юдейския Народен Фронт“, Народния Фронт на Юдея" и (със само един член) „Популярния Фронт на Юдея“. Според DVD коментарът, тази част от историята е осмиване на умножаването на бездействащи леви партии в Великобритания през 70-те: тези революционни групировки се делели на всеки няколко седмици и били по-ядосани едни на други, отколко на Британското правителство.

### Пречки
Филмът е предизвикал някои оплаквания, относно представянето на героите с говорни дефекти от Майкъл Палин и Греъм Чапман (e.g. Голямус Курус), но Палин е настоял, че това е само поради хумористични причини. Всъщност, баща му е заеквал, и Майкъл е дал както името, така и подкрепата си на Центъра на Майкъл Палин Архив на оригинала от 2007-05-01 в Wayback Machine., който предлага "специализирана диагностика и терапия на заекване. Почти 10 години след Животът на Брайън, Палин играе ролята на заекващ престъпник в Риба на име Уанда.

### Romani ite domum
Внимание:  Текстът по-долу разкрива сюжета на произведението (или части от него)!
„Romani ite domum“ Latin for „Romans go home!“ is a major theme in a scene in the film.
В сцената участва Джон Клийз като центурион и Греъм Чапман като Брайън, който в този момент иска да е член на Народния Фронт на Юдея. За да докаже, че е достоен да е член на тази несполучлива група, Брайън трябва да напише анти-римски лозунг на стената на двореца на Пилат Понтийски в Йерусалим под прикритието на мрака. Тъкмо приключва, когато центурионът го вижда. Брайън е ужасен и явно очаква да бъде убит на място. Клийз играе ролята на центуриона като избухлив учител по латински и вместо да го убие поправя немарливата латинска граматика на Брайън (заплашвайки с меч).
„Какво е това?“ казва Клийз. „Romanes eunt domus? Хора наречени Romanes те отиват къща?“ Брайън е принуден да си спомни правилните форми на всяка дума сякаш е ученик. „Сега“, казва Клийз, когато на края стигнат до правилната форма Romani ite domum, „Напиши го сто пъти! И ако не си приключил до изгрев ще ти отрежа топките.“ Брайън се справя със задачата и става герой за Народния Фронт на Юдея.
В следващите сцени на филма могат да се видят множество римски войници, които чистят надписите. Хуморът по типичен пайтънов начин, обединява абсурдни интелектуални препратки с шутски хумор и сюрреалистична, нелепа ситуация.

## Повече информация
- Hewison, Robert. Monty Python: The Case Against. New York: Grove, 1981. ISBN 0-413-48660-5. Книгата подробно дискутира цензурата и противоречието обкръжаващо филма.

### Прегледи
- Filmcritic.com review of Life of Brian Архив на оригинала от 2008-02-22 в Wayback Machine.
- James Berardinelli's Review on Life of Brian

1. ↑  www.boxofficemojo.com //  Box Office Mojo.   Посетен на 6 септември 2022 г.